# Saint-Pierre-de-Maillé

Saint-Pierre-de-Maillé este o comună în departamentul Vienne, Franța. În 2009 avea o populație de 925 de locuitori.